# Lindesberg
Lindesberg – miejscowość (tätort) w Szwecji, w regionie administracyjnym (län) Örebro, w gminie Lindesberg.
Według danych Szwedzkiego Urzędu Statystycznego liczba ludności wyniosła: 9571 (31 grudnia 2015), 9732 (31 grudnia 2018) i 9756 (31 grudnia 2019).
W miejscowości jest stacja kolejowa Lindesberg.